# Raphael Borissowitsch Shapiro
Raphael Borissowitsch Shapiro (russ. Рафаэль Борисович Шапиро, Schriftstellerpseudonym Raphail Bachtamow – Рафаил Бахтамов; * 13. Januar 1926, Moskau, UdSSR; † 16. Juli 1993, Jerusalem, Israel) war ein sowjetischer und israelischer Ingenieur und Erfinder, Autor wissenschaftspopulärer Bücher, Publizist, Journalist, Übersetzer und Rundfunkkommentator.
Shapiro war einer der Begründer der TRIZ (Theorie des erfinderischen Problemlösens) und Mitautor erster Veröffentlichungen über die Methodik des Erfindens.

## Leben
Raphael Shapiro wurde am 13. Januar 1926 in Moskau in einer jüdischen Familie geboren. 1930 wurde sein Vater Boris Shapiro im Zuge des Schachty-Prozesses verurteilt und nach Kasachstan, später nach Sibirien ins Gulag verbannt. Die Mutter und der fünfjährige Rafik folgten ihm. Nach der Befreiung des Vaters 1936 zog die Familie nach Baku zu Verwandten des Vaters.
Am 9. November 1943, als er in der zehnten Klasse war, meldete Shapiro zusammen mit Genrich Altschuller und Igor Taljanskij, mit Unterstützung des Vorgesetzten des „Büros für Rationalisierung und Erfindungswesen“ der Kaspischen Marine, D. D. Kabanow, seine erste Erfindung „Atemgerät mit chemischer Patrone“, welche sogleich für geheim erklärt wurde. Der Patentschein dazu wurde erst 1947 erteilt.
Im Laufe der Jahre meldete R. Shapiro zusammen mit G. Altschuller mehrere Dutzend weitere Erfindungen an, für die noch vor 1950 mehrere Patentscheine entgegengenommen wurden. Die bedeutendste von ihnen ist der „Gas- und Thermoschutztauchanzug“, deren Schaffung später im populärwissenschaftlichen Artikel „Im Anzug durchs Feuer - Über individuelle Mittel des Wärmeschutzes“ mitreißend geschildert wurde.
Nach dem Ende des Zweiten Weltkriegs immatrikulierte Shapiro bei der Aserbaidschanischen Staatlichen Öl- und Industrie-Universität. Zur gleichen Zeit lernte er seine künftige Frau Nora (1927–2020) kennen.
Anfang 1950, als Shapiro im fünften Semester der Erdöl-Mechanischen-Fakultät war, wurde er gemeinsam mit G. Altschuller vom NKWD verhaftet, nachdem sie von einem Freund denunziert worden waren. Altschuller erwähnte in Gesprächen mit seinen Schülern in den 80er Jahren mehrmals, dass 1948 unter Einfluss von R. Shapiro und unter seiner Mitarbeit ein Brief an Josef Stalin verfasst wurde, in dem die erbärmlichen Zustände des Erfindungswesens in der UdSSR aufs Schärfste kritisiert wurden:

„Shapiro kam die Idee, einen Brief an Stalin zu schreiben. Man muss schon sagen, für ihn war das überhaupt eine charakteristische Reaktion. Verinnerlichte er einmal das Größenbewusstsein einer Sache, wollte er sie schnell einführen und ein Ergebnis bekommen. [...] Shapiro war ein erschütternder Optimist.“

Zu Lebenszeiten von R. Shapiro und G. Altschuller erlangte dieses Ereignis allerdings keine einzige dokumentarische Bestätigung. Shapiro selber hatte diesen legendären Brief nie und nirgendwo erwähnt. Altschuller hingegen beschrieb die Gründe und Einzelheiten der Verhaftung widersprüchlich und jedes Mal etwas anders, indem er immer mehr abenteuerliche und zweifelhafte Details anführte, die der Geschichte allmählich wahrhaftig legendäre Formen verliehen und im Westen als Grundlage zur Erschaffung einer Heldenfigur eines der TRIZ-Erschaffer dienten.
Die tatsächlichen, aber nicht weniger tragischen Umstände der Verhaftung der beiden Freunde kamen erst 50 Jahre später, schon nach Shapiros Tod, in den Memoiren der Dichterin und Schriftstellerin Inna Lisnjanskaja ans Licht.
Zum Verhängnis wurde ihnen ein unter Freunden unvorsichtig ausgesprochener Witz bezüglich Altschullers Idee zur möglichen Verwendung von Ethylmercaptan zu Zwecken der Bürgerwehr:

„[...] sie wussten vom schnurrbärtigen „Maul“ und vom Pulver, das Genka mit Rafkas Hilfe erfunden hatte. [...] Es war gleich, was die drei Studentenfreunde alles besprochen hatten, welche verbotenen Witze und Pläne sie nicht alles entwickelten! „Die Organe“ erfuhren nur vom „Maul“ und dem Pulver, das die Parade vollstinken konnte. 
[...]
Und nach Stalins Tod wurden Ljuskas Altschuller und Rafka Shapiro, die 25 Jahre strenges Regime bekommen hatten, freigelassen und rehabilitiert und es kam heraus, dass meine arme Kopejkis nichts mit der Sache zu tun gehabt hatte. Verpfiffen hatte ausgerechnet Edelsohn. Wer soll denn diejenigen, die aus eiliger Feigheit zu Denunzianten geworden sind, denn verstehen? Edelsohn hat nur eine einzige Anzeige federgefuchst, und nur über die Bücherpassage an unserer Straßenecke. Erst später dann erfuhr man von ihm über das stinkende Pulver. Und uns mit Kopejkis hat er als Zeuginnen benannt.  Früher hat er sich von Genka und Rafka bestimmt Gott weiß welche Passagen über das Regime angehört, aber ohne uns. Und in unserer Anwesenheit hatte er Schiss bekommen und hat sich beeilt, nicht dass wir mit Kopejkis als erste denunzierten. [...]“

Shapiro ging durch Lubjanka, das Gefängnis von Butyrka und das berüchtigte Lefortowo-Gefängnis und wurde 1951 gemäß den Artikeln 58-1, 58-10 und 58-11 des Strafgesetzbuches der UdSSR zu 10 Jahren (laut Altschullers Version zu 25 Jahren) Zwangsarbeit im Straflager verurteilt. Durch einen merkwürdigen Zusammenfall der Ereignisse wurde das Urteil an Shapiros 25. Geburtstag, dem 13. Januar 1951, ausgesprochen. Danach ging er denselben Weg, wie in seiner Kindheit – Kasachstan und Sibirien.  Die Schicksalsschläge, die er durchmachen musste, die Erfahrungen des Lagerlebens und die Möglichkeiten, unter den schweren Umständen der Inhaftierung eine kreative Lebensweise weiterzuführen, beschrieb Raphael Shapiro in seinem autobiographischen Buch „Fünfundzwanzig plus Fünfundzwanzig“, welches 1994 in Israel von seiner Witwe Nora Shapiro unter Redaktion von Wladimir Portnow herausgegeben wurde.
Nach Stalins Tod 1953 wurde Shapiro aus der Haft entlassen, aber erst 1954 rehabilitiert und als Student auf die Ingenieur-mechanischen Fakultät wiedereingeführt. Nach Abschluss des Studiums und Erhalt des Diploms arbeitete er als Ingenieur in Baku.
Er war ständiger Autor der Zeitung „Bakinski Rabotschi“ (Der Bakuer Arbeiter) und  seine Artikel wurden auch in vielen zentralen Zeitungen und Zeitschriften der UdSSR abgedruckt. Außerdem fertigte er literarische Übersetzungen von Werken aserbaidschanischer Autoren ins Russische an.
1980 machte sich Shapiro mit Frau und Sohn nach Israel auf. Einen großen Einfluss auf die Entscheidung, aus der UdSSR zu emigrieren, hatten Lew Kopelew  und seine Frau Raisa ausgeübt, mit welcher das Ehepaar Shapiro eine langjährige Freundschaft verband.
1985 bis 1991 arbeitete Shapiro eng mit Kronid Lyubarsky, Boris Chasanow und anderen Mitgliedern der Bewegung des Rechtsschutzes in der UdSSR zusammen. In diesen Jahren war er auch der führende Politologe der Zeitschrift „Staat und Welt“ (München), für die er Leitartikel unter dem Pseudonym Raphail Bachtamow schrieb.
Die autobiographischen Aufzeichnungen „Es ist an der Zeit zu reden…“ von Shapiro wurden 1987 in der Zeitschrift „GRANI“ („Kanten“, Frankfurt/Main) veröffentlicht.
In den Jahren 1991 bis 1993 war er führender Kommentator beim Rundfunkprogramm REKA (Israel Radio International) in Israel.

## Schöpfung der TRIZ-Methode
R. Shapiro und G. Altschuller wurden beide zur gleichen Zeit verhaftet (1950) und aus der Haft entlassen (am 23. Oktober 1954). Nach der Rückkehr aus der Haft und der anschließenden Rehabilitierung kooperierte Shapiro weiterhin intensiv mit Altschuller in der Schöpfungsarbeit einer Methodik des Erfindens, dessen Grundideen sie Ende der 1940er Jahre gemeinsam entwickelt hatten. Faktisch war Shapiro der TRIZ-Stratege, indem er der TRIZ-Methodik die wichtigsten Entwicklungsrichtungen vorgab.
Genrich Altschuller äußerte sich folgendermaßen zur Rolle Shapiros in der Schöpfung der TRIZ:

„Shapiro hat unsere Perspektive sehr schnell eingeschätzt. Kabanow hatte die technische Seite eingeschätzt, und Shapiro das, was sich daraus ergab. Ihm gehört ein überaus mächtiger Vergleich. Er sprach so: „Marx hat die Gesetze der gesellschaftlichen Entwicklung ausgearbeitet, Darwin die Entwicklungsgesetze von lebenden Organismen, und wir werden eine Theorie ausarbeiten, die der Welt die Entwicklungsgesetze technischer Systeme liefern wird.“ [...] Also hat Shapiro diese Sache als erster eingeschätzt, das ist sehr wichtig. Er hatte ihre Maßstäbe begriffen.“

1956 veröffentlichten Shapiro und Altschuller in der Zeitschrift „Fragen der Psychologie“ ihren ersten Artikel „Zur Psychologie des Erfindens“, der den wichtigsten Grundstein der TRIZ-Entwicklungsgeschichte legte. Darin wurden erstmals die Hauptbegriffe der TRIZ-Methode beschrieben: der Technische Widerspruch, der „Algorithmus zur Lösung erfinderischer Aufgaben“ (ARIZ), außerdem wurde verkündet, dass in der Entwicklung der Technik objektive dialektische Gesetzmäßigkeiten existierten.
Ende der 1950er Jahre schloss Shapiro im Fernstudium ein zweites Studium an der juristischen Fakultät der Aserbaidschaner Universität ab. Während des Studiums beteiligte er sich aktiv an der Diskussion des Projekts „Richtlinien für Erfindungen, Entdeckungen und Verbesserungsvorschläge“ (russ. "Положение об изобретениях, открытиях и рацпредложениях") auf den Seiten des Magazins „Sowjetischer Staat und Recht“.
1959 beschrieben R. Shapiro und G. Altschuller in ihrer Veröffentlichung „Die Vertreibung des sechsflügligen Seraphen“ die erste erweiterte Version des „Algorithmus zur Lösung erfinderischer Aufgaben“, ARIZ-59, und verkündeten den Beginn der Arbeit an einer „wissenschaftlichen Methode der erfinderischen Kreativität“. Lehrseminare dazu hatten bereits 1957 begonnen.
In seinem gleichnamigen Buch „Die Vertreibung des sechsflügligen Seraphen“, das 1961 herausgegeben wurde, gelang es Shapiro nicht nur, zum ersten Mal breite Werbung für TRIZ zu machen (bereits die Erstauflage betrug 115.000 Exemplare), sondern er machte auch Altschullers Name unter der technischen Jugend bekannt, indem er eine seiner Erzählungen Altschuller und der „Methodik des Erfindens“ persönlich widmete.
Raphael Shapiro (Bachtamow) besaß ein tiefes Empfinden für die Wichtigkeit der angewandten Philosophie, und die Technik war für ihn bei weitem nicht das einzige Gebiet, auf dem das Wort „Gesetz“ eine erstrangige Bedeutung annahm. Nachdem er seine juristische Ausbildung abgeschlossen hatte, legte er die Innovationsprinzipien, die Gesetzmäßigkeiten und „Entwicklungslinien“, die durch jahrelange gemeinsame Arbeit an der „Methodik des Erfindens“ ausgearbeitet worden waren, auf das Gebiet der juristischen Rechtsverhältnisse um. Ergebnis seiner jahrelangen Forschungsarbeit wurde das Buch „Gesetz ist Gesetz“, bei dessen Entstehung wichtige Prinzipien der TRIZ angewandt worden sind.

## Anerkennung
In den letzten Jahren wird die Bedeutung der Arbeiten von R. Shapiro und G. Altschuller in den USA, aber auch in Westeuropa immer breiter anerkannt. Ihre Artikel werden in verschiedene Sprachen übersetzt und zitiert.
Materialien, welche die Schöpfungsgeschichte der TRIZ und ihrer einzelnen Werkzeuge beleuchten, werden in zentralen technischen Publikationen veröffentlicht.

## Literarisches Werk

### Wissenschaftspopuläre Werke (Auswahl)
- „Vertreibung des sechsflügligen Seraphen“ (1961),
- „Gesetz ist Gesetz“ (1968),
- „Herrscher der Oxywelt“ (1965),
- „Für wen die Äpfel fallen“ (1973),
- „Das Rätsel der technologischen Revolution“ (1976),
- „Besitzt keine Gestalt“ (1977) und anderen.

### Autobiographische Werke
„Fünfundzwanzig plus Fünfundzwanzig“ (1992), Erzählung (unvollendet)

„Es ist an der Zeit zu reden…“, autobiographische Aufzeichnungen, veröffentlicht 1987 in der Zeitschrift „GRANI“ (Frankfurt/Main).

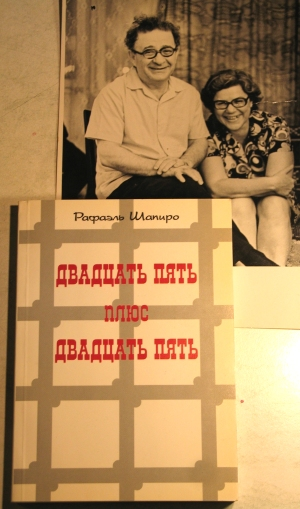
Rafael und Nora Shapiro, 1976, sein postum erschienenes Buch "25+25"